# منش
منش (بالإنجليزية: Mensch)‏، (بالعبرية מענטש) هي كلمة مأخوذة من اللغة الألمانية mensch وتعني (الإنسان)، وفي اللغة الألمانية الشرقية العليا mensch، وفي الألمانية العليا القديمة mennisco، أقرب ما تكون إلى الإنسان الإنجليزي القديم، وتعني «شخص يتصف بالأمانة والنزاهة»، ونقيضها في الألمانية Unmensch وتعني «الشخص الذي يعامل غيره بوحشية وبلا شفقة».
وفقا لليو روستين تعني كلمة Mensch: شخص يحترم ويحتذى به وذو شخصية نبيلة، والمفتاح لأن يُصف الشخص بأنه Mensch حقيقي هو أن يكون ذو خُلق جيد ومستقيم وذو هيبة قادر على التمييز بين ما هو صواب وخطأ، وأن يكون على قدر من المسؤولية ومنضبط السلوك، حيث يستخدم هذا المصطلح كإطراء مبالغ فيه، إشارة إلى قيمة وندرة الصفات الفردية التي يتمتع بها الشخص.

## لمحة عامة
تعني كلمة Mensch بشكل عام (الشخص الجيد)، وتعد الكلمة دخيلة على الإنجليزية الأمريكية، على غرار (رجل نزيه) وهو الشخص الذي يحمل صفات يطمح أن يجدها الإنسان في صديقه أو زميل موثوق. وتشير كلمة Mentshlekhkeyt أو מענטשלעכקייט في العبرية أو Menschlichkeit في الألمانية إلى الصفات التي تجعل من الشخص Mensch حقيقي.
خلال عصر التنوير في ألمانيا كان المعنى الفلسفي لمصطلح الإنسانية Humanität هو الرحمة، ويستخدم في المذهب الإنساني لوصف ما يتميز به «الإنسان الأفضل»، ويعود هذا المفهوم إلى دراسات سيسيرو في العلوم الإنسانية، والذي ترجم حرفيا في الألمانية إلى الإنسانية (Menschlichkeit)، ومنها اشتقت الكلمة اليديشية mentsh.
كان للكلمة ومفهومها الأساسي تأثير على الثقافة الشائعة، على سبيل المثال، يعد كتاب «رجل المنش على المقعد» (Mensch on a Bench) ذو طابع ديني لعيد الأنوار (الحانوكا) المزعوم، بالإضافة إلى دمية تجلس على مقعد تجسيدًا لهذا الرجل. ووفقًا لغابي كرامر، اتخذ الفريق اليهودي في بطولة العالم لكرة القاعدة مجسمًا للدمية بحجم إنسان طبيعي كتميمة جالبة للحظ، وقد صرّح هدّاف الفريق اليهودي بأنها طريقة رائعة للاستمتاع بالمنافسة حيث تذكرهم بالغاية من وجودهم وما يمثلونه.